# Aristolochia elegans
Espèce
Aristolochia elegans (syn. A. littoralis),  l'Aristoloche élégante, est une espèce de plantes à fleurs de la famille des aristolochiacées, présentant un caractère invasif dans de nombreuses régions tropicales, et causant le déclin d’une espèce de papillon dans le Queensland en Australie. Néanmoins, dans certains pays, elle reste très appréciée par la médecine traditionnelle.

## Dénominations

### Noms scientifiques
Elle peut être trouvée sous le nom d’Aristolochia elegans Mast. (1885) et Aristolochia littoralis Parodi. (1878). Ces deux noms sont des synonymes, mais ont parfois été traités comme des espèces différentes, considérant A. littoralis comme l’espèce endémique d’Argentine et A. elegans comme l’espèce trouvée ailleurs,.
Les bases de données de classification les traitent comme des synonymes mais utilisent préférentiellement A. elegans.

### Noms vulgaires
La couleur de sa fleur (tachée de mauve) lui a conféré le surnom de « Fleur de Calico », tandis que sa morphologie en forme de pipe est responsable de ses deux autres surnoms : « Pipe du hollandais » et « Aristoloche siphon ».

### Variétés
- Aristolochia elegans var. grandiflora Hassl. ex F. González, 1990[6]
- Aristolochia elegans var. hassleriana (Chodat) Hassl., 1912[6]

## Description

### Aspect général
C’est une plante grimpante (liane) dont le port peut s’élever de 3 à 7 m.  Ses tiges volubiles s’enroulent autour d’un support solide et possèdent de nombreuses fleurs solitaires dont le pédoncule est inséré à l’aisselle des feuilles,,.

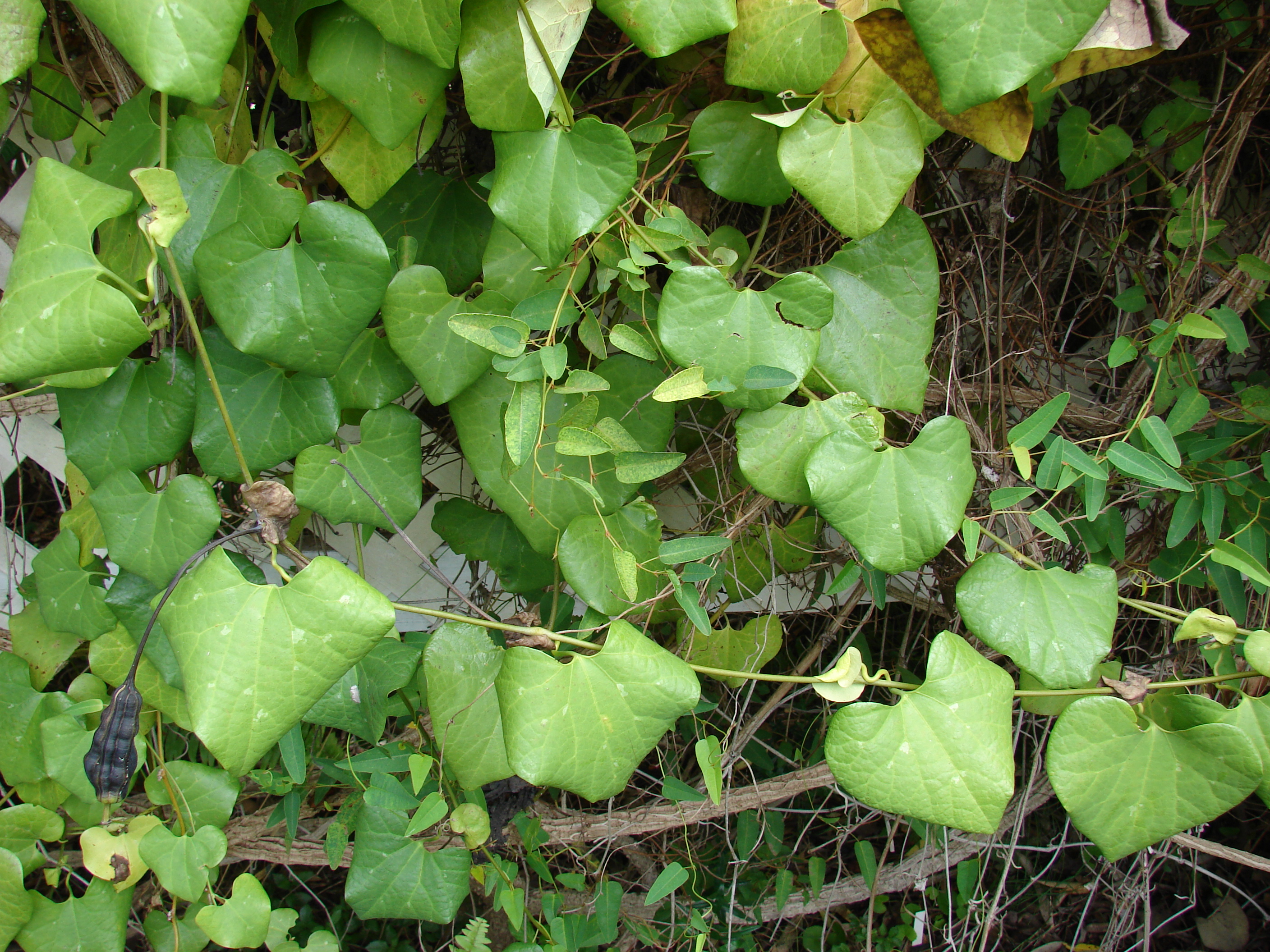
Feuilles d'Aristolochia elegans.

### Tiges
Les tiges sont cylindriques et glabres. Elles sont minces et verdâtres lorsqu’elles sont jeunes, mais se rigidifient et brunissent avec le temps,,.

### Feuilles
Les feuilles sont également glabres, à face supérieure d’un vert vif et à face inférieure plus pâle. Leur nervation est palmée et leur forme s’apparente à un cœur : elles sont larges (3–12 cm x 3–10 cm), entières, cordiformes ou réniformes, à base cordée et apex obtus.
Ce sont des feuilles simples, portées par un pétiole mesurant de 15 à 50 mm de long, à la base duquel on peut retrouver un pseudostipule, le pétiole est auriculé. Leur disposition sur la tige est alterne,,.

### Fleurs
Les fleurs sont hermaphrodites et portées par un pédoncule pendant. Elles ne possèdent pas de pétales mais des sépales ayant fusionné sur presque toute leur longueur, formant ainsi un long tube ouvert à l’extrémité et présentant une courbure abaxiale à presque 360°.
La couleur de ce calice passe de vert pâle (sur la longueur où les sépales sont soudés) à crème et brun-violet (à partir du début de l’ouverture),,.
L’extrémité ouverte fait penser à un cœur à l’envers, d’une dizaine de centimètres de diamètre, avec en son centre une gorge munie de trichomes internes dirigés vers le bas,.
Une fleur possède un carpelle 6-loculaire, autour duquel ont fusionné 6 étamines pour former un tube de 6 x 5 mm.
Les fleurs sont mellifères.

### Fruits
Les fruits sont des capsules cylindriques à 6 poches internes parallèles et fermées. Ils sont longs de 4 à 6 cm et larges de 2 à 3 cm, avec une fine projection d’1 cm de longueur à leur extrémité,.
Au moment de la déhiscence, le fruit s’ouvre par son extrémité attachée et libère environ 350 graines de forme triangulaire à bords arrondis, de 6 mm de long et 4 mm de large. Ces graines ont un ventre lisse avec une ligne médiane protubérante, et un dos plat granuleux. Elles sont très légères et se dispersent donc facilement par le vent et par l’eau.

## Écologie

### Répartition d’origine
A. elegans est originaire d’Amérique du Sud. on la trouve notamment au Brésil, en Bolivie, Colombie, Équateur, Paraguay et Argentine.

### Caractère envahissant
L'espèce est également envahissante dans de nombreuses régions tropicales,. Elle a été introduite pour des raisons ornementales ainsi que pour créer des zones d’ombre,, mais s’est répandue beaucoup plus vite que prévu et est en train de prendre le dessus sur les plantes indigène de ces régions,,.

#### En Australie
Dans le Queensland, à l’Est de l’Australie, elle est responsable du rapide déclin d’une espèce de papillon. Des mesures ont donc été prises pour ôter au plus vite cette espèce des sols australiens, mais le cycle de vie rapide et la coriacité de l’aristoloche rend cette tâche très compliquée. Les deux méthodes utilisées actuellement pour en arriver à terme sont de la retirer manuellement, ou de la pulvériser d’herbicide.
En 2016, Aristolochia elegans était sur la liste des espèces interdites en Australie occidentale et ne pouvait donc pas entrer dans l’État. Actuellement (2019), le site du gouvernement d’Australie occidentale la classe comme un organisme autorisé, pouvant être importé avec un permis.
Dans le Queensland, en revanche, elle fait toujours partie de la catégorie 3 des plantes invasives. Cette catégorie signifie qu’elle est déjà présente dans le Queensland et qu’il faut limiter sa dispersion, en protégeant les régions de l’État qui n’ont pas encore été colonisées. Il est donc interdit de relâcher ces plantes dans l’environnement, et de donner ou vendre la plante ainsi que ses graines,.
Il est tout de même possible d’avoir un permis pour son utilisation à Queensland, mais son acquisition doit être justifiable. En effet, ce permis ne peut être délivré que pour une utilisation commerciale sous conditions très strictes, un contrôle biologique ou de la recherche scientifique.

#### En Nouvelle-Calédonie
En Nouvelle-Calédonie, où elle aurait été introduite en 1925, elle présente un risque modéré. Le Code de l'environnement de la Province Sud interdit l’introduction dans la nature de cette espèce ainsi que sa production, son transport, son utilisation, son colportage, sa cession, sa mise en vente, sa vente ou son achat.

### Habitat
C’est une plante pouvant s’adapter à de nombreux types de milieux (forêts tropicales, bords de route, cours d’eau,…),. On la retrouve également à de nombreuses altitudes : entre 2m (île de St John) et 2000m (Pérou et Équateur).
Elle tolère l’ombre et les sols sableux, mais possède tout de même une préférence pour les climats tropicaux et sols bien drainés et fertiles, de pH acide à neutre,.

### Cycle de vie
Aristolochia elegans est une espèce pérenne, à feuilles persistantes,, produisant des fleurs et fruits chaque année, sauf la première.
Elle peut se reproduire de façon végétative (par les tiges ou les racines),, et de façon sexuée.
L’autofécondation est possible mais très rare car l’espèce est protogyne, c’est-à-dire que le stigmate de son carpelle est mature avant la les anthères des étamines, ce qui a donc pour but d’éviter l’autopollinisation.
Lors du développement de la fleur, le primordium médian des sépales va rapidement fusionner avec les deux autres pour former le tube, et les lobes latéraux resteront séparés pour former l’ouverture.
Les fleurs sont pollinisées principalement par des diptères attirés par l’odeur de charogne que dégage la fleur,,, et par des lépidoptères,,.
Ces insectes, chargés de pollen d’une autre plante, entrent par le tube de la fleur et sont bloqués dans leur chemin du retour par les poils dirigés vers le bas dans le tube. Ils ne pourront s’en échapper que lors de la déhiscence des anthères, car les poils vont simultanément faner, et ils emporteront alors dans leur sortie le pollen de l’aristoloche,. Ce processus permet donc une fécondation croisée efficace.

### Interactions avec d'autres organismes
Le papillon Ornithoptera richmondia est une espèce de lépidoptère endémique d’Australie. Habituellement, les femelles pondent leurs œufs dans les fleurs de Pararistolochia praevenosa, et les chenilles se nourrissent alors des feuilles de cette espèce jusqu’à leur nymphose,. Lors de l’introduction d’Aristolochia elegans à Queensland (Est de l’Australie), il a été observé que ces papillons déposaient préférentiellement leurs œufs dans les fleurs d’aristoloche, plutôt que dans celles de P. praevenosa. Les feuilles d’A. elegans, contenant de l’acide aristolochique, sont cependant toxiques pour les chenilles, et induisent donc leur mort.
Comme autres pollinisateurs, nous pouvons citer les Phoridae et les Drosophiladae (diptères),,, ainsi que Cressida cressida et Pachliopta polydorus (lépidoptères),,.
Il peut également y avoir symbiose avec entre la plante et champignon Piriformospora indica. Cette mycorhize va augmenter la croissance de la plante et sa production d’acide aristolochique.
Enfin, A. elegans peut être infectée par des pucerons ou des champignons comme Cercospora, Botrytis cinera, Sclerotium rolfsii ou encore Pythium.

## Propriétés et utilisation
L’aristoloche fait partie du groupe des « Guaco », qui sont des plantes grimpantes réputées pour avoir des vertus curatives. En effet, autant ses racines que ses feuilles et ses fruits ont été utilisés dans plusieurs pays pour la médecine traditionnelle, car ils contiennent de nombreuses molécules utiles comme des alcaloïdes, des terpénoïdes ou encore des lignanes.
Dans la médicine traditionnelle, l’aristoloche élégante est principalement utilisée en Afrique, pour traiter la malaria,, et au Mexique où elle servirait d’agent détoxiquant contre les morsures de serpent et les piqûres de scorpion,.
Lors d’une expérience en 2011, Yilkal Belay a même montré que la majorité de ses sujets atteints de malaria en Ouganda préféraient et trouvaient plus efficace de se soigner grâce à des graines d’aristoloche que par de la médecine conventionnelle. De plus, à part quelques exceptions de nausées et vomissements, aucun effet secondaire récurrent n’a été observé tant que les bons dosages étaient respectés. Par contre, des préparations chinoises contenant trop d’acide aristolochique auraient tout de même causé des cas de néphrotoxicité.
Une autre utilisation possible de l’espèce est de s’en servir comme fongicide, bien que ça ne soit pas la plus efficace des plantes dans ce domaine. Il a par ailleurs été démontré qu’elle possédait une faible activité antimycobactérienne mais une bonne activité antiprotozoaire.
Outre ces propriétés curatives majeures, on peut retrouver de nombreuses autres utilisations de cette espèce en médecine traditionnelle, dont voici quelques exemples : antitussif, antiasmathique, analgésique, insecticide, antitumoral, laxatif, contracteur de l’utérus, antiparasite chez les bovins,…
Cependant, ce type de médecine peut parfois être erroné. En effet, l’aristoloche est utilisée contre les tumeurs dans certains pays, mais il a été démontré que l’acide aristolochique qu’elle contient peut avoir des effets néphrotoxiques et cancérigènes chez l’humain,, et notamment causer un cancer des voies urinaires.